# BVM (merk)
BVM is een Belgisch historisch merk van crossmotoren.
BVM staat voor: Boonen en Vanvelthoven Motors.
De bedrijfnaam was Jan Boonen en Jaak Vanvelthoven, Lommel, 1972 - 1974.
Boonen en Vanvelthoven waren beide ervaren motorcrossers en hun bedrijf was importeur van Husqvarna in België. Ze wilden een betaalbare 500 cc crossmotor produceren. Ze lieten deze produceren bij Sprite in Engeland. De machines hadden een aangepast 405 cc Husqvarna-tweetaktblok en werden in Lommel nog verder verbeterd. De machines waren inderdaad veel goedkoper dan de crossmotoren van de gangbare merken. Desondanks werd de productie in 1974 gestaakt, nadat ongeveer 200 machines waren geproduceerd.